# Verkehrsmuseum Remise

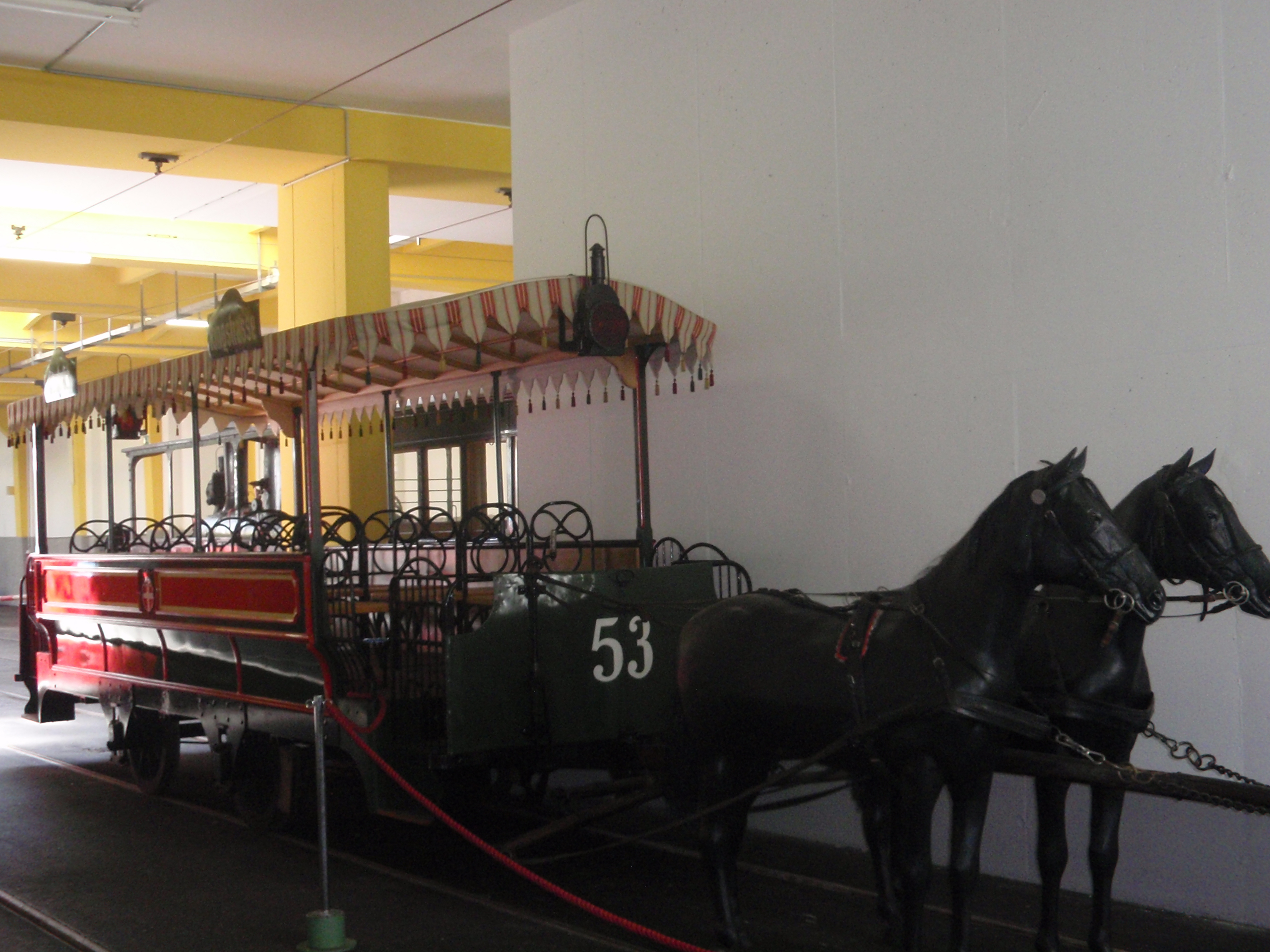
Pferdebahn-Sommerwagen Nr. 53, gebaut 1868 von einer Werkstatt in der Taborstraße in Wien-Leopoldstadt

Das Verkehrsmuseum Remise der Wiener Linien (auch: Remise – Verkehrsmuseum der Wiener Linien, bis in das Jahr 2012 als Wiener Straßenbahnmuseum) ist dem öffentlichen Stadtverkehr gewidmet und das größte Straßenbahnmuseum der Welt, das sich mit dem öffentlichen Verkehr einer einzelnen Stadt beschäftigt. Der Schwerpunkt der Sammlung des Verkehrsmuseums liegt in einer möglichst kompletten Dokumentation originaler historischer Straßenbahnfahrzeuge und Autobusse, die in Wien eingesetzt wurden. Das Museum zählt zu den umfangreichsten Originalsammlungen dieser Art weltweit.

## Standort

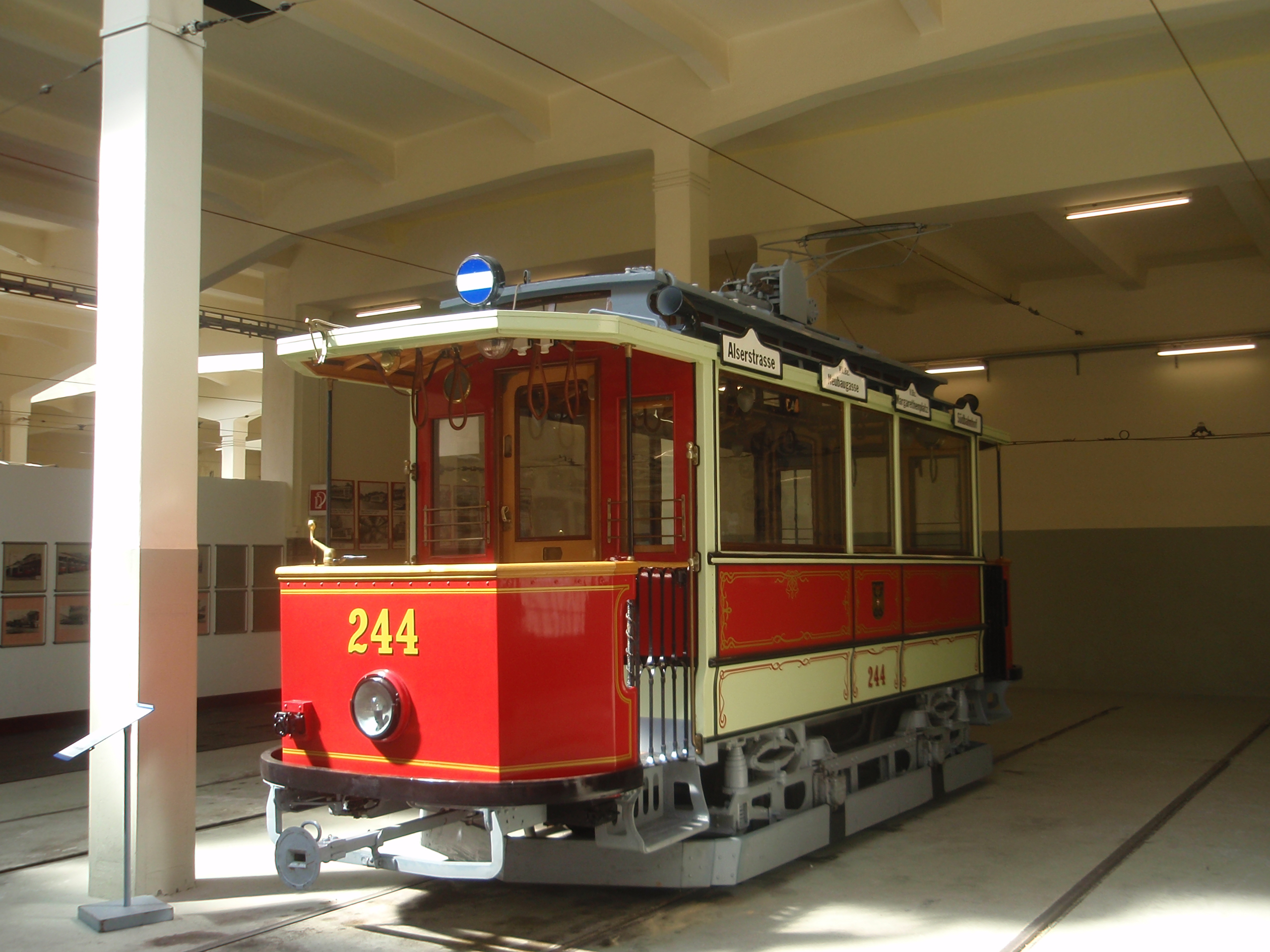
Motorwagen Type D, Nr. 244, gebaut 1900 von der Grazer Waggonfabrik mit 18 Sitz- und 15 Stehplätzen.

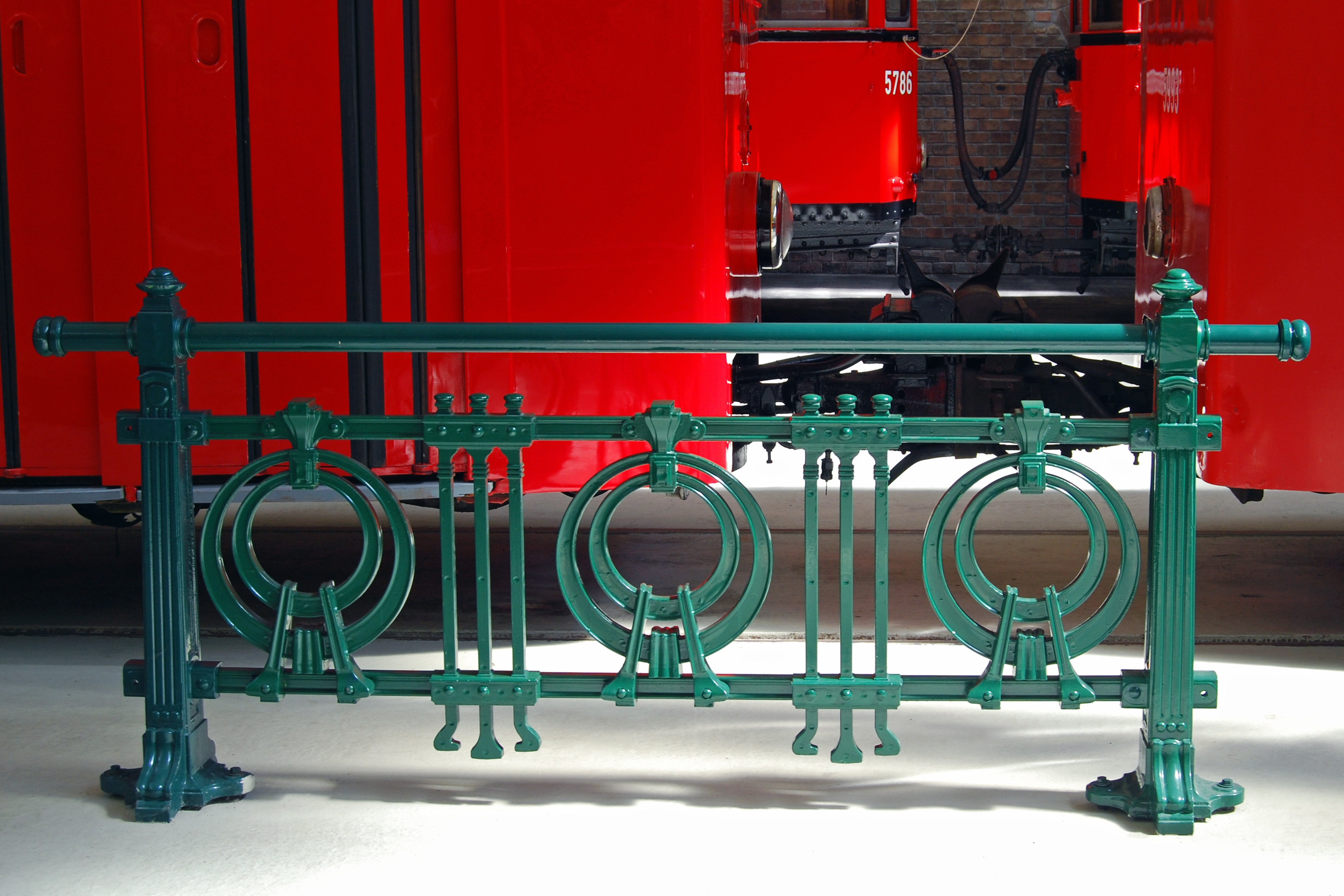
Ein Stück Stadtbahngeländer

Standort ist die 1901–1990 in Betrieb gewesene Straßenbahnremise am Ludwig-Koeßler-Platz im 3. Wiener Gemeindebezirk Landstraße. Hier verkehrte früher neben der bis heute bestehenden Linie 18 auch die Linie J; über die Stadionbrücke bestand eine Gleisverbindung zu den Linien 80 (Rotundenbrücke–Prater, Lusthaus) und zur Bedarfslinie 81 (Rotundenbrücke–Rennplatz Freudenau). In der Freudenau konnte man zur Hochzeit des Straßenbahnverkehrs auf einer großen Schleifenanlage Dutzende Züge zur Abbeförderung von Zuschauern der Pferderennen „stapeln“. Die Remise wurde dementsprechend geräumig angelegt.
Die ehemalige Remise steht unter Denkmalschutz (Listeneintrag) und ist auch von der Stadt Wien als bauliche Schutzzone ausgewiesen.
Auf einer Fläche von 7.700 m² waren bis 2012 auf 1.810 m Gleis rund 100 Fahrzeuge der Straßenbahn und der Elektrischen Stadtbahn ausgestellt. Das älteste Ausstellungsstück ist ein Pferdetramwaywagen aus dem Jahr 1868.

## Betreiber
Betrieben und erhalten wird das Museum von den Wiener Linien, der stadteigenen Verkehrsgesellschaft. Die Vereine VEF (Verband der Eisenbahnfreunde) und WTM (Wiener Tramwaymuseum) beteiligen sich durch viele als Leihgaben beigestellte Fahrzeuge und durch das Restaurieren von Fahrzeugen. Die beiden Vereine führen auf Bestellung auch Sonderfahrten mit historischen Garnituren durch.

## Geschichte
Rettung vor der Verschrottung und Restaurierung historisch bedeutender Fahrzeuge war das Anliegen des Wiener Tramwaymuseums. Das Wiener Tramwaymuseum wurde 1966 in Wien von Helmut Portele (1940–2018) gegründet, war von 1969 bis 1972 Arbeitsgruppe des Verbandes der Eisenbahnfreunde (VEF) und ist seit 1973 als eigenständiger Verein organisiert. Die Anliegen waren im damaligen Wiener Umfeld, in dem von Stadtautobahnen geschwärmt und die Straßenbahn oft als Verkehrshindernis gesehen wurde, auf wenige, nicht selten belächelte „Außenseiter“ beschränkt.
In Kooperation mit den damaligen Wiener Stadtwerken – Verkehrsbetriebe richteten die Enthusiasten in der heute nicht mehr bestehenden, kleinen Halle IV des Betriebsbahnhofs Ottakring das Wiener Tramwaymuseum – Vorläufer des heutigen Museums – ein. 1973 nahm man die Stadtrundfahrten Rund um Wien mit historischen Wagen auf.
Die Sammlung Wiener Tramwaymuseum war bis 16. Februar 1986 in Halle IV des Betriebsbahnhofes Ottakring zu besichtigen. Später musste diese Halle aufgegeben werden und wurde abgerissen.
Mitte der achtziger Jahre erkannten die Verkehrsbetriebe (WStW-VB oder kurz WVB) Bedeutung und Sympathiewert der historischen Sammlung, übernahmen das Projekt eines Straßenbahnmuseums selbst und überstellten einen Teil der Ausstellungsfahrzeuge in den Betriebsbahnhof Erdberg. Die beiden Vereine, die Eigentümer dieser Fahrzeuge sind, der Verband der Eisenbahnfreunde (VEF) und der eigens für die musealen Aktivitäten gegründete Verein Wiener Tramwaymuseum (WTM), stellten ihre Wagen für das neue, viel größere Museum als Dauerleihgaben zur Verfügung. Seit 31. Mai 1986 waren diese in der Remise Erdberg an Wochenenden zu besichtigen (2006 konnte das 20-Jahre-Jubiläum in Erdberg gefeiert werden). Als die Remise für den Straßenbahnbetrieb nicht mehr benötigt wurde (Betriebseinstellung 6. Jänner 1990), begann die Adaptierung zum echten Museum, das am 13. Juni 1992 in Betrieb genommen wurde.
Eine Spezialität des Museums, wie es bis 2012 betrieben wurde, war die Ausstellung von „Gastfahrzeugen“ aus anderen Straßenbahnmuseen. Unter anderem waren im Wiener Straßenbahnmuseum auch historische Triebwagen der ehemaligen Straßenbahnen von St. Pölten und Baden bei Wien ausgestellt. 2009 wurde vom Verein „Museumstramway Mariazell“ ein Zug der „Gelben Elektrischen“ Straßenbahn Salzburg restauriert, der im Anschluss daran im Wiener Straßenbahnmuseum gezeigt wurde.

## Kulturelle Rezeption
1978 produzierten Manfred Tauchen (Idee und Koordination), Wolfgang Ambros (Gitarre und Gesang) und Joesi Prokopetz (Liedtexte) mit akustischer Unterstützung des WTM ihr Album Schaffnerlos. Die letzte Fahrt des Schaffners Fritz Knottek, das sich in einer Ouverture, fünf Liedern und zehn Szenen mit dem Ersatz der Schaffnerinnen und Schaffner durch „a Kastl aus Metall“ befasste.
Das Video zum Lied Jai Ho! (You Are My Destiny) der Pussycat Dolls aus dem Film Slumdog Millionär wurde 2009 vom Regisseur Thomas Kloss im Museum gedreht.

## Ausstellung und Museumsbetrieb

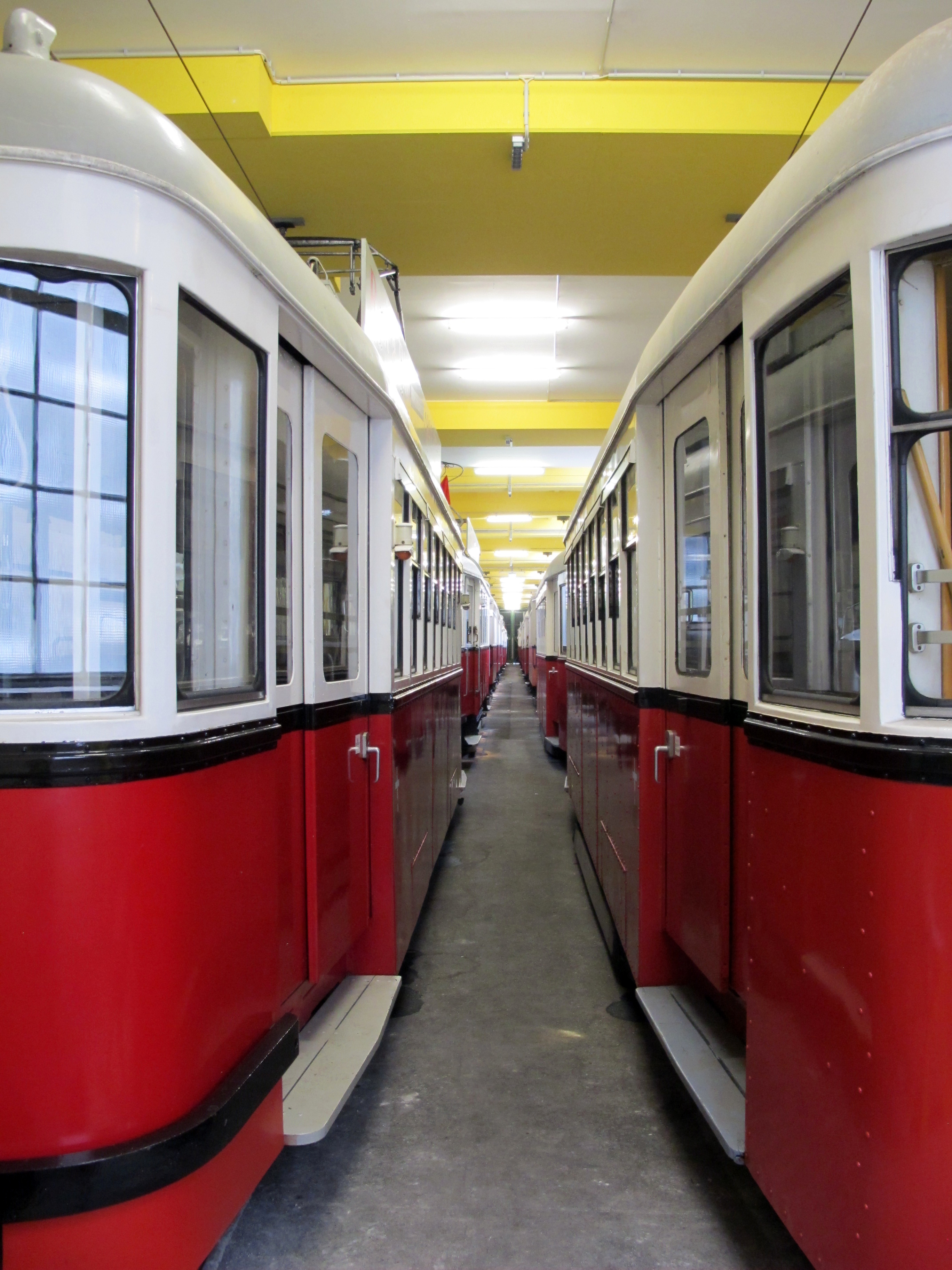
Blick in das Fahrzeugdepot. Abgestellte, betriebsbereite Museumsfahrzeuge

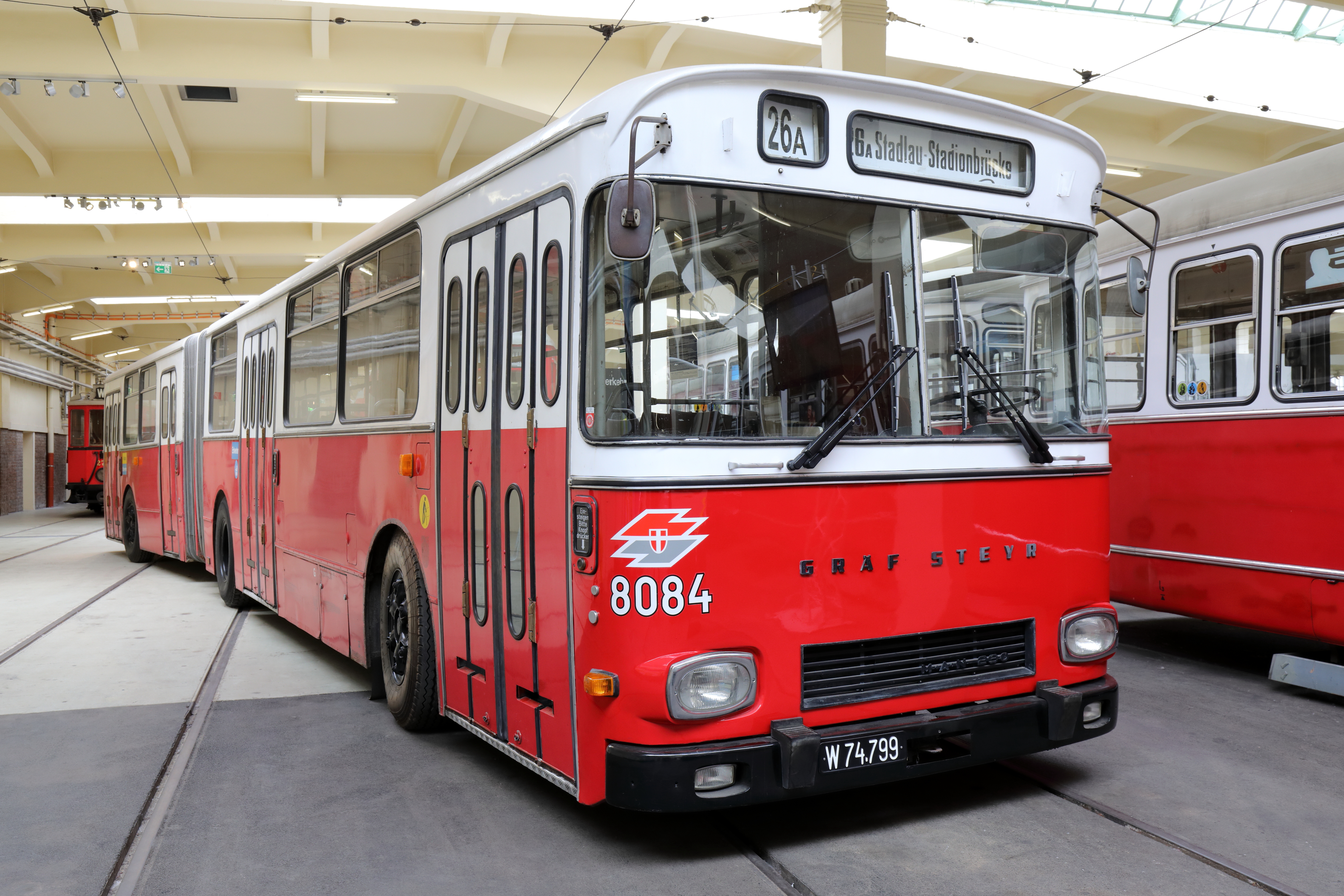
Der „Bus aus dem Fluss“

Viele Fahrzeuge des Museums wurden in einem eigenen Werkstättenbereich, der über vier Gleise mit 232 m Länge und eine Fläche von 900 m² verfügt, in betriebsbereitem Zustand gehalten, um bei besonderen Anlässen fahrend präsentiert werden zu können. Zahlreiche Fahrzeuge wurden in den letzten vier Jahrzehnten von ehrenamtlichen Mitarbeitern restauriert und rekonstruiert.
Erwähnenswerte Ausstellungsstücke sind neben dem dunkelgrünen Pferdetramwaywagen aus dem Jahr 1868 auch die Garnitur der Dampftramway-Gesellschaft vormals Krauss & Comp. von 1885/1886, elektrisch betriebene Straßenbahn- und Stadtbahnwagen aus der Zeit von 1901 (die erste elektrische Linie wurde in Wien 1897 in Betrieb genommen) bis 1969 sowie ein Dampfstadtbahnwagen. Ebenfalls im Museum ausgestellt sind Linienautobusse aus der Zeit ab 1949, darunter auch der „Bus aus dem Fluss“, der sich zum Zeitpunkt des Einsturzes der Reichsbrücke am 1. August 1976 auf dieser befand und mit der Brücke in die Donau gerissen wurde. Nach Bergung und Reparatur stand der Bus noch bis 1989 im Linienbetrieb.
2013 blieb das Wiener Straßenbahnmuseum wegen des Umbaus geschlossen. Es wurde am 13. September 2014 als Remise – Verkehrsmuseum der Wiener Linien wiedereröffnet und dokumentiert nun den Stadtverkehr in seiner Gesamtheit interaktiv und multimedial. Im Frühling 2014 wurde, dem neuen Museumskonzept von Christian Rapp entsprechend, ein U-Bahn-Fahrzeug ins Museum überstellt.
Die Ausstellungshalle wird heute durch 15 chronologisch angeordnete Stationen gegliedert, bei denen jeweils kleinteilige Objekte, historische Fotos und Videos und andere interaktive Elemente zu sehen sind. So kann z. B. zum Thema Wiener Stadtverkehr im Ersten Weltkrieg der umfassende Einsatz weiblichen Fahrpersonals bei der Straßenbahn studiert und zum Thema U-Bahn eine Garnitur der Linie U2 vom Fahrersitz aus auf ihrer oberirdischen Neubaustrecke im 22. Bezirk bis zur Endstation Seestadt virtuell gesteuert werden.